# Rauserites
Rauserites es un género de foraminífero bentónico, considerado como nomen nudum, propuesto como un subgénero de Triticites, es decir, Triticites (Rauserites), y aceptado como sinónimo posterior de Schwagerina o de Triticites de la subfamilia Schwagerininae, de la familia Schwagerinidae, de la superfamilia Fusulinoidea, del suborden Fusulinina y del orden Fusulinida. Su rango cronoestratigráfico abarcaba desde el Kasimoviense (Carbonífero superior) hasta el Asseliense (Pérmico inferior).

## Discusión
Clasificaciones más recientes hubiesen incluido Rauseritesen la superfamilia Schwagerinoidea, y en la subclase Fusulinana de la clase Fusulinata. Otras clasificaciones lo han incluido en la subfamilia Triticitinae de la familia Triticitidae.

## Clasificación
Rauserites incluía a las siguientes especies:
- Rauserites aijuvensis †, también considerado como Triticites (Rauserites) aijuvensis †
- Rauserites augustus †, también considerado como Triticites (Rauserites) augustus †
- Rauserites baghbanii †, también considerado como Triticites (Rauserites) baghbanii †
- Rauserites bashkiricus †, también considerado como Triticites (Rauserites) bashkiricus †
- Rauserites calculosus †, también considerado como Triticites (Rauserites) calculosus †
- Rauserites condensus †, también considerado como Triticites (Rauserites) condensus †
- Rauserites darvasicus †, también considerado como Triticites (Rauserites) darvasicus †
- Rauserites dictyophorus †, también considerado como Triticites (Rauserites) dictyophorus †
- Rauserites eucallus †, también considerado como Triticites (Rauserites) eucallus †
- Rauserites fusoideus †, también considerado como Triticites (Rauserites) fusoideus †
- Rauserites infrequentis †, también considerado como Triticites (Rauserites) infrequentis †
- Rauserites inobservabilis †, también considerado como Triticites (Rauserites) inobservabilis †
- Rauserites jucundus †, también considerado como Triticites (Rauserites) jucundus †
- Rauserites karlensis †, también considerado como Triticites (Rauserites) karlensis †
- Rauserites noinskyi †, también considerado como Triticites (Rauserites) noinskyi †
- Rauserites ordinarius †, también considerado como Triticites (Rauserites) ordinarius †
- Rauserites ovalis †, también considerado como Triticites (Rauserites) ovalis †
- Rauserites paratenuis †, también considerado como Triticites (Rauserites) paratenuis †
- Rauserites paraturgidus †, también considerado como Triticites (Rauserites) paraturgidus †
- Rauserites pergravis †, también considerado como Triticites (Rauserites) pergravis †
- Rauserites persicus †, también considerado como Triticites (Rauserites) persicus †
- Rauserites primitivus †, también considerado como Triticites (Rauserites) primitivus †
- Rauserites procullomensis †, también considerado como Triticites (Rauserites) procullomensis †
- Rauserites subobsoletus †, también considerado como Triticites (Rauserites) subobsoletus †
- Rauserites rossicus †, también considerado como Triticites (Rauserites) rossicus †
  - Rauserites rossicus macilentus †, también considerado como Triticites (Rauserites) rossicus macilentus †
- Rauserites tabasensis †, también considerado como Triticites (Rauserites) tabasensis †
- Rauserites triangulus †, también considerado como Triticites (Rauserites) triangulus †
  - Rauserites triangulus orientalis †, también considerado como Triticites (Rauserites) triangulus orientalis †